# Zira (geslacht)
Zira is een geslacht van kevers uit de familie bladkevers (Chrysomelidae).
De wetenschappelijke naam van het geslacht werd in 2004 gepubliceerd door Reid & Smith.

## Soorten
- Zira nitens Reid & Smith, 2004